# Georg von Strackwitz
Georg von Strackwitz (polnisch Jerzy Strakowski; * 30. Januar 1614 in Danzig; † 17. Mai 1675 ebenda) war ein Danziger Stadtingenieur, Bauherr und Architekt von Festungswerken.

## Leben
Von Strackwitz war der Sohn des Danziger Stadtingenieurs Hans Strackwitz, (auch Strakowski) und seiner Ehefrau Anna, Tochter von Georg Krüger. Wie zuvor sein Vater wurde Strackwitz durch Stipendien des Danziger Rates in seinem Fach ausgebildet. Er erhielt ab 1630 Geld und ging für mehrere Jahre nach Amsterdam, um dort das Bauwerk zu lernen. 1635 machte er seine Pläne zur Befestigung Danzigs beim Stadtrat geltend.
Am 12. Dezember 1641 heiratete von Strackwitz Barbara, die Tochter des Pietro de Neri und der Barbara Heidemann. Sie hatten mindestens eine Tochter. Am 19. April 1678 heiratete Aurelia Strackwitz, die „Tochter des gewesenen Hauptmanns und Kriegsbaumeisters von Danzig“ den zu dieser Zeit fast sechzigjährigen Dichter Johann Peter Titz, der bereits zweimal verheiratet war. Er war neben seiner Tätigkeit als Kriegsbauingenieur auch aktiv als Hauptmann der Infanterie eingesetzt.
Nach seinem Tode 1675 wurde ihm zu Ehren eine Gedenktafel in der Danziger Kirche St. Marien errichtet.